# Laila Suzigan
Laila Suzigan Abate (Uberlândia, 2 de agosto de 2000) é uma nadadora paralímpica brasileira. Possui conquistas em Jogos Parapan-Americanos, Mundiais e Jogos Paralímpicos.

## Biografia
Desde os seis anos, sofre de paraparesia espástica hereditária, o que a fez perder o equilíbrio e pisar na pontas dos pés. A deficiência avançou de maneira progressiva, o que a fez ficar o máximo de tempo na cadeira de rodas. Passou a nadar como forma de reabilitação, logo começando a participar de competições.
Em 2017, conquistou três medalhas de ouro nos Jogos Parapan-Americanos de jovens, realizados em São Paulo: 50 metros, 100 metros e 400 metros livre.
No Mundial de Natação Paralímpica de 2019, não chegou a ganhar medalhas. Bateu o recorde brasileiro dos 50 metros livre ao marcar 36s17. Foi sexta colocada nos 100 metros livre e nona colocada nos 50 metros borboleta.
Disputou os Jogos Parapan-Americanos de 2019, realizados em Lima, no Peru. Foi medalha de ouro nos 100 metros peito e nos 200 metros medley, prata nos 100 metros livre, nos 50 metros livre e no revezamento 4x100m medley, bronze nos 400 metros livre e no revezamento 4x100m livre.
Nos Jogos Paralímpicos de Verão de 2020, em Tóquio, foi medalha de bronze no revezamento 4x50m.
Conquistou a medalha de prata nos 400 metros livre no Mundial de 2022, na Madeira. No Mundial de 2023, realizado em Manchester, foi medalha de bronze no 4x100m medley.

## Vida pessoal
Casou-se em 2021 com Luiz Matheus. Tornou-se notícia por ter abandonado a cadeira de rodas na cerimônia para poder participar caminhando.